# Calvizzano
Calvizzano és un municipi situat a la Ciutat metropolitana de Nàpols, a la regió de la Campània, (Itàlia).
Calvizzano limita amb els municipis de Marano di Napoli, Mugnano di Napoli, Qualiano i Villaricca.

## Galeria

Localització de Calvizzano a la prov. de Nàpols